# Alanna Masterson
Pour les articles homonymes, voir Masterson.
Alanna Masterson, née le 27 juin 1988 à Long Island dans l'État de New York, est une actrice américaine notamment connue pour avoir interprété le rôle de Tara Chambler dans la série apocalyptique The Walking Dead.

## Biographie
Alanna Masterson nait à Long Island, dans l’État de New York. Elle est la sœur cadette des acteurs Danny Masterson, Jordan Masterson et Christopher Masterson, ce dernier étant connu pour avoir joué le rôle de Francis dans la série Malcolm.
Sa famille a ensuite déménagé à Los Angeles, en Californie. Les parcours de ses frères aînés, qui ont tous deux joué dans des émissions de télévision populaires, l'ont encouragé à envisager de devenir actrice. Elle est surtout connue pour avoir joué Tara Chambler dans la série The Walking Dead de 2013 à 2019,.

## Vie privée
Elle a été en couple avec le photographe Brick Stowell.
Le 27 juillet 2015, elle annonce être enceinte de son premier enfant via le réseau social Instagram. Elle donne naissance à une petite fille prénommée Marlowe en novembre 2015.
Elle vit depuis avec un homme nommé Paul Longo, selon son profil Instagram.

Le 28 juin 2024 elle annonce être de nouveau enceinte via un post Instagram avec en description « @paulongo and i made a baby for my birthday »
Elle donne naissance à son fils, Vito Ford Longo, le 13 septembre 2024.

## Filmographie

### Cinéma
- 2011 : Peach Plum Bear : Dora Bell Hutchinson
- 2018 : Mon âme sœur : Sally

### Télévision
- 2001 : Definitely Maybe (1 épisode)
- 2006 : Malcolm (1 épisode) : Heidi
- 2008 : Greek (1 épisode) : Alanna
- 2009 : Terminator : Les Chroniques de Sarah Connor (1 épisode) : Zoe McCarthy
- 2009 : Grey's Anatomy (1 épisode) : Hillary Boyd
- 2010 : First Day (7 épisodes) : Abby
- 2012 : Park It Up (1 épisode) : Brenda
- 2013 - 2019 : The Walking Dead : Tara Chambler (saison 4 rôle récurrent épisodes 6,7,8,10,11,15,16) + (principal saison 5 à 9)(87 épisodes)
- 2014 : Men At Work (1 épisode)
- 2015 : Mistresses saison 4 épisodes 7 et 8,9,10,11,12,13):Lydia
- 2018 : Younger (série télévisée, 2014)